# SN 2004R
SN 2004R – supernowa odkryta 10 stycznia 2004 roku w galaktyce A033241-2746. W momencie odkrycia miała maksymalną jasność 27,20m.